# Codex diplomaticus Sardiniae
Il Codex diplomaticus Sardiniae a cura di Pasquale Tola, è il più vasto repertorio di fonti medievali relativo alla Sardegna, fu pubblicato negli anni 1861 (vol. X) e 1868 (vol. XII), all’interno del ben più vasto repertorio dei Monumenta Historiae Patriae.

## Storia
Carlo Alberto re di Sardegna con Regio Brevetto del 20 aprile 1833 aveva creato la Regia Deputazione sovra gli studi di Storia Patria, con lo scopo di potenziare gli studi storici e la raccolta di documentazioni. La Deputazione era un Istituto Nazionale del Regno sardo-piemontese ed aveva sede nel Palazzo Reale a Torino. Da quel momento si era sviluppato un ampio progetto di pubblicazioni attingendo dalle collezioni di fonti inedite che,in seguito, avrebbero costituito la prestigiosa collezione di volumi denominata Monumenta Historiae Patriae.
L'originaria Deputazione sovra gli studi di Storia Patria ebbe come primo presidente il conte Prospero Balbo, tra i suoi membri, per la Sardegna, c'erano lo storico Giuseppe Manno e Ludovico Baylle l'allora Direttore della Biblioteca universitaria di Cagliari.